# Pupalia robecchii
Pupalia robecchii är en amarantväxtart som beskrevs av Lopr. Pupalia robecchii ingår i släktet Pupalia och familjen amarantväxter. Inga underarter finns listade i Catalogue of Life.